# Tatiana Afanassjewa

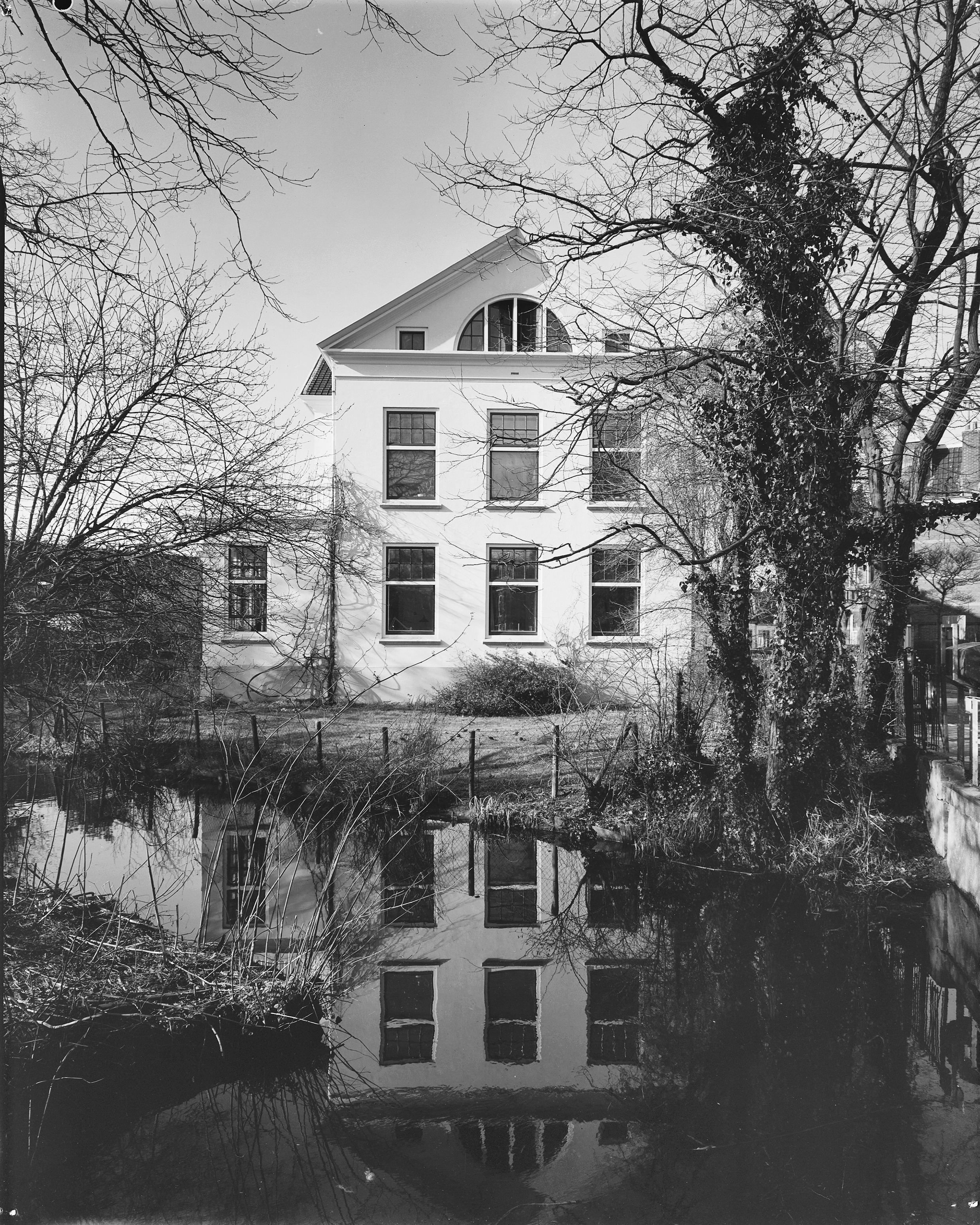
Woonhuis aan de Witte Rozenstraat 57, Leiden, dat door haar ontworpen was.

Tatiana Aleksejevna Afanassjewa (Russisch: Татья́на Алексе́евна Афана́сьева, ook Tatjana Afanasjeva, haar auteursnaam T. Ehrenfest-Afanassjewa) (Kiev, 19 november 1876 – Leiden, 14 april 1964) was een Russisch-Nederlandse wis- en natuurkundige, die bijdroeg aan de statistische mechanica, thermodynamica (warmteleer), entropie, kansrekening en didactiek van de wiskunde.

## Leven
Tatiana (Tania) Afanassjewa werd geboren in Kiev in het Russisch Keizerrijk (nu in Oekraïne). Haar vader was Aleksej Afanasjev, die ingenieur was bij een waterleidingbedrijf. Nadat deze in een psychiatrische kliniek opgenomen was, ging Tania op zevenjarige leeftijd  met haar moeder, Jekaterina Ivanova, naar Sint-Petersburg waar een broer van Tania's vader woonde. Deze oom, Pjotr Afanasjev, en haar tante Sonja, namen Tania in huis en brachten haar groot. Haar oom was aanvankelijk hoofdingenieur bij de Russische Spoorwegen en later hoogleraar aan de Technische Hogeschool. In Sint-Petersburg haalde Tania haar diploma aan een lerarenopleiding en stroomde vervolgens door naar een universiteit voor vrouwen waar gedoceerd werd in de kunst, natuurwetenschappen en recht. In 1902 vervolgde zij haar studie wis- en natuurkunde aan de Georg August Universiteit te Göttingen, waar ze Paul Ehrenfest (1880-1933) ontmoette, een Oostenrijks-Nederlandse natuurkundige. Zij trouwden op 21 december 1904 in Wenen en keerden in 1907 terug naar Sint-Petersburg. In 1912 verhuisden ze naar Leiden, waar Ehrenfest  H.A. Lorentz opvolgde als hoogleraar theoretische natuurkunde aan de Universiteit Leiden. Na twee jaar betrokken de Ehrenfests een woonhuis in Leiden dat grotendeels door Tania ontworpen was (nu bekend als het Ehrenfesthuis).  Met Paul Ehrenfest kreeg zij twee dochters en twee zoons.  De oudste dochter Tatjana Pavlovna Ehrenfest werd ook wiskundige;  zij promoveerde in 1931 in Leiden op het proefschrift Oppervlakken met scharen van gesloten geodetische lijnen bij promotor Willem van der Woude. De oudste  zoon Paul jr. werd natuurkundige. Dochter Galinka Ehrenfest werd illustrator. Hun jongste zoon had Downsyndroom. 
In de jaren 1926 tot 1933 verbleef Tatiana Afanassjewa hoofdzakelijk in Rusland, waar zij aan verschillende Russische universiteiten didactiek van (middelbare school) wiskunde doceerde. Zij was geen socialist, maar links genoeg om aan de opbouw van de Sovjet-Unie bij te willen dragen, temeer daar zij in Leiden steeds weer heimwee naar haar geboorteland had. Toen echter de terreur onder het regime van Jozef Stalin begin jaren dertig ondraaglijk werd, keerde zij zich af van het land en na 1933 heeft zij geen voet meer in de Sovjet-Unie gezet. Het jaar 1933 was trouwens een emotievol jaar voor Afanassjewa. Haar man Paul Ehrenfest, die aan diepe depressies leed, had Tania op 15 juli om echtscheiding verzocht, maar dat had zij geweigerd. Op 25 september  schoot Paul hun jongste zoon en zichzelf dood. Zes jaar later (1939) kwam Tania's oudste zoon Paul jr. op 23-jarige leeftijd bij een skiongeluk om het leven.

## Werk

### Klassieke en Statistische Thermodynamica
Afanassjewa werkte aanvankelijk nauw samen met haar echtgenoot. Het bekendst werd hun klassieke overzicht  uit 1911 van de statistische thermodynamica van Boltzmann, dat Boltzmanns werk bruikbaar maakte voor natuurkundigen. In 1925  publiceerde Afanassjewa commentaar op de axiomatische grondslag van de tweede hoofdwet van de thermodynamica zoals in 1909 door de wiskundige Carathéodory gegeven. Vele jaren later (1956) publiceerde ze een boek Die Grundlagen der Thermodynamik. In onderstaande sectie staat meer over het tot stand komen van dit boek.

### Didactiek van de wiskunde
Afanassjewa publiceerde diverse artikelen en boeken over aanschouwelijk en intuïtief meetkundeonderwijs voor kinderen en gaf les in wiskundedidactiek in de Sovjet-Unie. In plaats van de op Elementen van Euclides gestoelde logisch-deductieve aanpak ontwikkelde ze een didactische methode voor het meetkundeonderwijs met drie niveaus van toenemende abstractie, te beginnen met concrete vragen als "Waarom loopt de maan met je mee, als je over een rechte weg loopt".
Op het tweede congres voor Russische wiskundeleraren in Moskou in de winter van 1913/1914 hield ze een voordracht hierover. In 1915 liet ze een van haar pamfletten hierover in het Nederlands vertalen. Later publiceerde ze in 1924 Wat kan en moet het Meetkunde-onderwijs aan een niet-wiskundige geven? van dezelfde strekking.
Maar tot de invoering van de Mammoetwet in 1968 hield de Euclidische aanpak als van Dijksterhuis de overhand. Ondanks een polemiek in de jaren vijftig met Hans Freudenthal over de vormende waarde van het wiskunde-onderwijs werden haar denkbeelden over wiskundedidactiek ten slotte geaccepteerd. In 1957 paste Dina van Hiele-Geldof Afanassjewa's methode toe in haar proefschrift De didaktiek van de meetkunde in de eerste klas van het V. H. M.O., waarop ze promoveerde bij de pedagoog Langeveld aan de Universiteit Utrecht (zie Van Hiele-niveaus).

## Contact met Einstein
In 2019 werden drie onbekende brieven van Albert Einstein uit 1947 gevonden over Afanassjewa's manuscript over thermodynamica, dat zij hem had toegestuurd. Einstein had herhaaldelijk bij haar gelogeerd in Leiden en ze vroeg hem om zijn oordeel en of hij een vertaler Duits-Engels wist. Ze wilde de warmteleer een nog ontbrekende wiskundig-logische afleiding geven. Einstein was kritisch:
"Ich habe den Eindruck gewonnen, dass Sie ein bisschen von logischen Putzteufel besessen sind, und dass daran die Übersichtlichkeit des Buches leide."
(Vertaling: Ik heb de indruk, dat u een beetje door de logische poetsduivel bezeten bent, en dat de overzichtelijkheid van het boek daaronder lijdt.)
Toen Einstein geen vertaler wist en het manuscript terugstuurde, gaf Afanassjewa het pas in 1956 op eigen kosten uit als Die Grundlagen der Thermodynamik bij Brill met een aantal, maar niet alle, correcties van Einstein.

## Publicaties
Onder meer 
- 1906, met Paul Ehrenfest: Bemerkung zur Theorie der Entropiezunahme in der “Statistischen Mechanik” von W. Gibbs. Sitzungsberichte Akad. Wiss. Wien  vol. 115 part IIa,  pp.  89-98.
- 1907, met Paul Ehrenfest: Über zwei bekannte Einwände gegen das Boltzmannsche H-Theorem, Leipzig : Hirzel, [1907?]
- 1911, met Paul Ehrenfest: Begriffliche Grundlagen der statistischen Auffassung in der Mechanik, in: F. Klein en C. Müller red., Encyklopädie der mathematischen Wissenschaften mit Einschluß ihrer Anwendungen, band 4, tweede deel (Leipzig 1911) 3-90. Latere herdrukken en vertalingen, zoals Paul Ehrenfest; Tatiana Ehrenfest-Afanassjewa: The conceptual foundations of the statistical approach in mechanics, New York Dover Publications, 1990
- 1915: De rol der axioma’s en bewijzen in de meetkunde, Weekblad voor Voorbereidend en Hooger Onderwijs
- 1916: Der Dimensionsbegriff und der analytische Bau der physikalischen Gleichungen, Math. Ann. vol, 77, p.259
- 1916: On Mr. R. C. Tolman's "Principle of Similitude.", Pysical Review, vol. 8, p. 1
- 1924: Wat kan en moet het Meetkunde-onderwijs aan een niet-wiskundige geven?, in Paedagogiese Voordrachten (Groningen/Den Haag 1924) 3-30
- 1925: Zur Axiomatisierung des zweiten Hauptsatzes der Thermodynamik, Zeitschrift für Physik, vol. 33, p. 933
- 1931: Übungensammlung zu einer geometrischen Propädeuse, 1931. PDF T. Ehrenfest-Afanassjewa: Exercises in experimental geometry. Geraadpleegd op 17 november 2019
- 1951, met Hans Freudenthal: Kan het wiskundeonderwijs bijdragen tot de vorming van het denkvermogen?, Purmerend
- 1956: Die Grundlagen der Thermodynamik, Leiden Brill
- 1960: Didactische opstellen Wiskunde, Zutphen, Thieme (164 blz)

## Zie ook

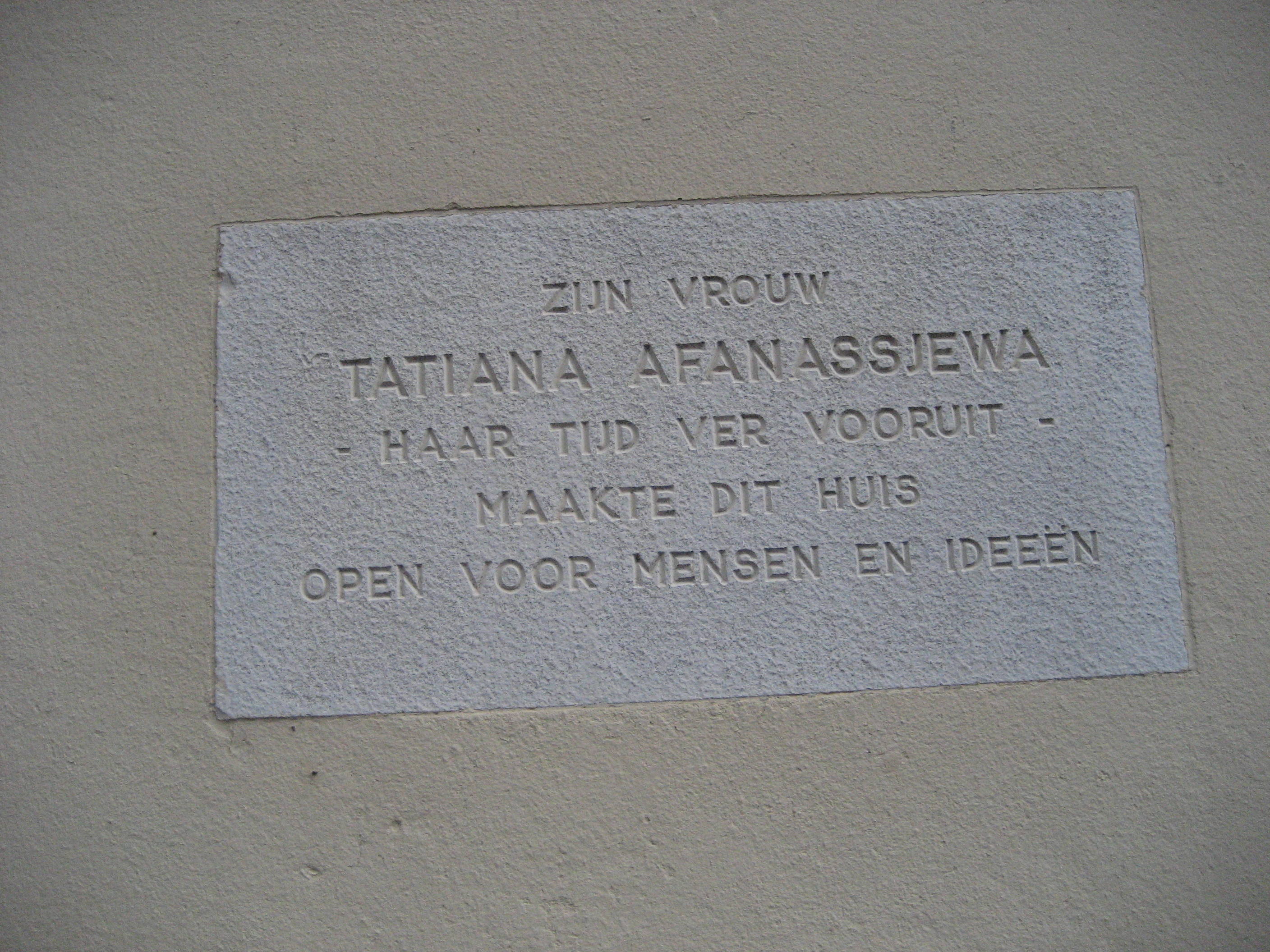
Gevelsteen op het door Afanassjewa ontworpen huis in Leiden
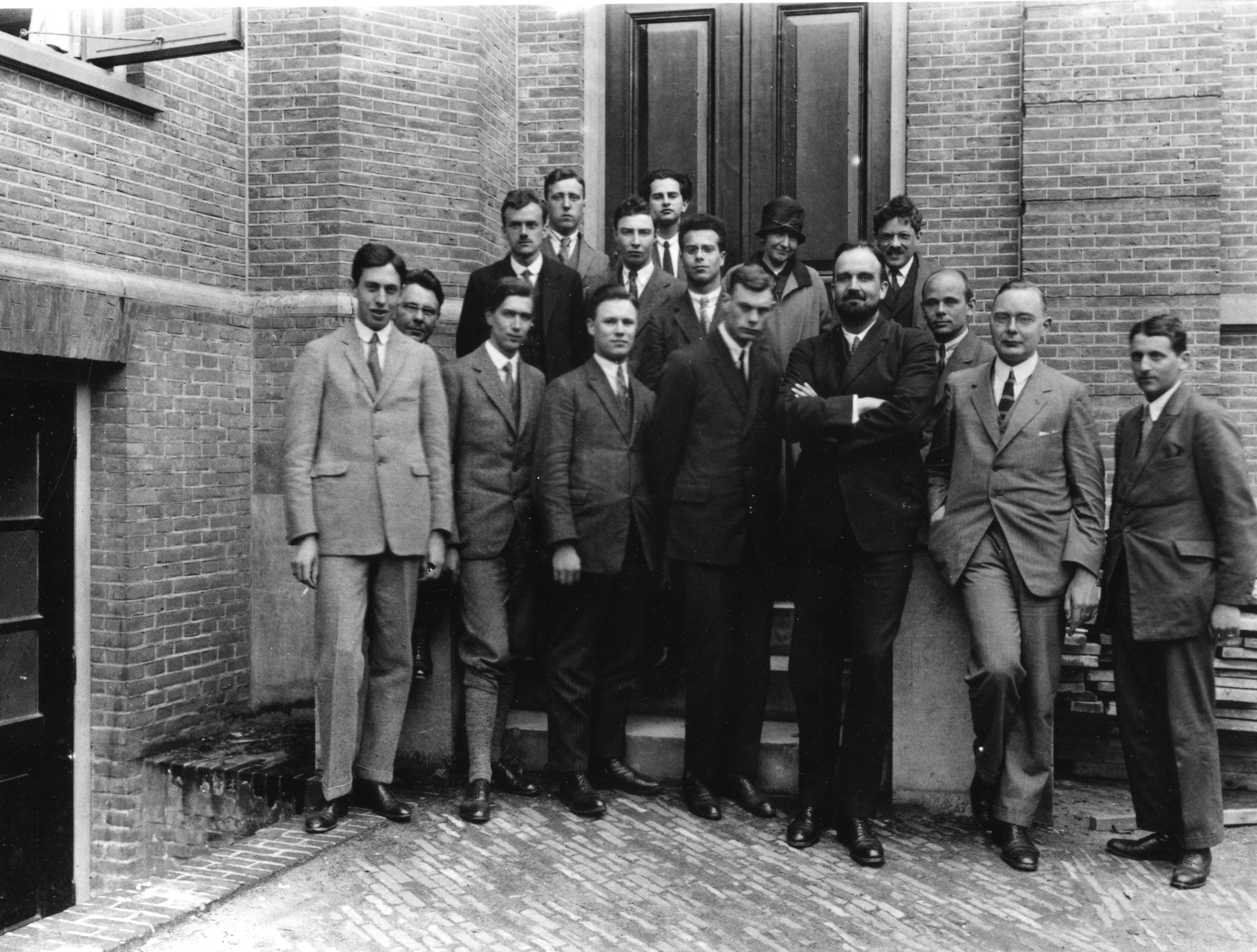
Groepsfoto van het Kamerlingh-Onnes Lab uit 1926 met Afanassjewa en Ehrenfest op de tweede rij rechtsachter